# Notostaurus popovi
Notostaurus popovi är en insektsart som beskrevs av Miram 1935. Notostaurus popovi ingår i släktet Notostaurus och familjen gräshoppor.

## Underarter
Arten delas in i följande underarter:
- N. p. popovi
- N. p. comtulus